# Rodenburg (Utrecht)
Rodenburg was een middeleeuws stadskasteel in de binnenstad van de Nederlandse stad Utrecht. Het lag ter hoogte van de huidige Oudegracht nummer 218. Onderste delen ervan zijn bewaard gebleven.
Huis Rodenburg wordt voor het eerst in 1256 vermeld. Vermoedelijk is het stadskasteel (weerbaar stenen huis) reeds in de 12e eeuw gebouwd, kort na de herontdekking van de baksteen in het huidige Nederland. Het was daarmee dan ook een van de eerste bakstenen huizen in de stad.
De naastgelegen Hamburgerstraat en Hamburgerbrug zijn in verbasterde vorm naar Rodenburg vernoemd. Van het huis zijn de kelders met kruisribgewelven bewaard gebleven, die vroegste voorbeelden zijn van de Utrechtse werfkelders. Daarboven bevinden zich meerdere huizen van latere datum.